# Cerro Negro (Chile)
El Cerro Negro está ubicado en el sector sureste de la comuna de San Bernardo, entre el norte del límite comunal con Buin y Pirque en el río Maipo y un poco al sur de la intersección del camino El Mariscal y el camino Padre Hurtado.
Hasta el 26 de abril del 2002 funcionó en sus faldeos el vertedero Lepanto, tras su cierre el sector se ha convertido en un polo de atracción para gran cantidad de proyectos inmobiliarios.

## Vertedero Lepanto
Por más de treinta años funcionó el vertedero de Lepanto, en San Bernardo. Allí se acumularon unos nueve millones de toneladas de basura provenientes de todo Santiago. Pero el 26 de abril de 2002, cuando se acabó su vida útil, el recinto fue cerrado.
Desde entonces las empresas Aconcagua y Mitsui iniciaron un plan para reconvertirlo. Invirtieron US$8 millones y levantaron una planta que aprovecha la misma basura que una vez fue un problema para generar biogás.
Para ello cubrieron los desechos con dos capas de geomembrana (láminas de plástico) y sobre ello se dispuso de una capa de tierra, la que, con el debido tratamiento, impide la salida de malos olores.
Luego, a través de una chimenea, se permite la salida del gas que generan los desechos de manera controlada. Este gas es quemado a una temperatura de 762 grados Celsius, lo suficiente para eliminar el metano y el CO2, dos compuestos altamente contaminantes que se producen debido a este proceso.
Según detalla el ingeniero de la planta, Miguel Pereira, el biogás que se produce en Lepanto tiene un 60% de metano y un 40% de CO2. La gracia es que al quemar estos gases la empresa puede transar bonos de carbono debido a la reducción de gases de efecto invernadero que realiza.

## Desarrollo inmobiliario
La municipalidad de San Bernardo ha aprobado una decena de nuevos loteos de terreno para la construcción de conjuntos habitacionales que van desde las 1000 UF hasta lujosos condominios de cerca de 5.000 UF.
Varios hitos han contribuido al creciente interés inmobiliario que vive la zona sur de San Bernardo. Uno de ellos es la consolidación de las autopistas urbanas que han provocado una mejora en las vías de acceso a la comuna.
Sin embargo, es el cierre del vertedero 'Lepanto' ocurrido el 26 de abril del 2002 el que marcó el inicio de un proceso que permitió cambiar el perfil de la zona de un valle agrícola a incipiente área residencial.
'“Nadie va invertir si pasan 800 camiones de basura al día”', dijo un exalcalde en pleno debate por el cierre del vertedero para reflejar la virtual inamovilidad que tenían cerca de 3.000 hectáreas disponibles para el desarrollo de conjuntos habitacionales y que debieron esperar varios años para concretar la inversión.
Hoy ese impedimento no existe y durante los últimos años varias inmobiliarias han apostado a generar un nuevo polo de desarrollo en el sector sur de San Bernardo e incluso prevén que el sector se puede convertir en el nuevo Huechuraba de la capital.
La exalcaldesa de la comuna, Orfelina Bustos, afirmó que en los últimos años han llegado a la zona inversiones por el orden de los $6.000 millones y agregó que los nuevos proyectos han permitido atraer familias de clase media-baja y media, profesionales jóvenes que dan un nuevo perfil a la población de la comuna.
Según la exedil: “Siempre hemos estado asociados a una comuna dormitorio y estamos revirtiendo eso, con nuevos conjuntos habitacionales, inversiones en proyectos comerciales, de salud y educacional”
El auge inmobiliario se ha visto reflejado en el ingreso de proyectos a la municipalidad. Según sus registros durante el 2005 se aprobó el loteo de siete terrenos, y así ha ido aumentando con los años. En total, estos proyectos contabilizan la construcción de una cifra cercana a las 1.650 casas.